# The Path of Totality
The Path of Totality je desáté studiové album americké nu metalové skupiny Korn.

## Seznam skladeb
| Standardní album | Standardní album                                       | Standardní album |
| Pořadí           | Název                                                  | Délka            |
| ---------------- | ------------------------------------------------------ | ---------------- |
| 1.               | Chaos Lives in Everything (se Skrillexem)              | 3:47             |
| 2.               | Kill Mercy Within (s Noisií)                           | 3:35             |
| 3.               | My Wall (s Excision a Downlink)                        | 2:55             |
| 4.               | Narcissistic Cannibal (se Skrillexem a Kill the Noise) | 3:11             |
| 5.               | Illuminati (s Excision a Downlink)                     | 3:17             |
| 6.               | Burn the Obedient (s Noisií)                           | 2:38             |
| 7.               | Sanctuary (s Downlink)                                 | 3:24             |
| 8.               | Let's Go (s Noisií)                                    | 2:41             |
| 9.               | Get Up! (se Skrillexem)                                | 3:43             |
| 10.              | Way Too Far (s 12th Planet)                            | 3:49             |
| 11.              | Bleeding Out (s Feed Me)                               | 4:50             |
| Celková délka:   | Celková délka:                                         | 37:51            |

| Speciální edice | Speciální edice                           | Speciální edice |
| Pořadí          | Název                                     | Délka           |
| --------------- | ----------------------------------------- | --------------- |
| 12.             | Fuels the Comedy (s Kill the Noise)       | 2:49            |
| 13.             | Tension (s Excision, Datsikem a Downlink) | 3:57            |
| Celková délka:  | Celková délka:                            | 44:37           |